# Kateryniwka (rejon chmielnicki)
Kateryniwka (ukr. Катеринівка) – wieś na Ukrainie, w rejonie chmielnickim obwodu chmielnickiego.